# Asmate alboguttata
Asmate alboguttata là một loài bướm đêm trong họ Geometridae.